# Comarca de Pau dos Ferros
| Comarca de Pau dos Ferros                                      |                     |
| Pau dos Ferros e demais termos da comarca.                     |                     |
| Criação                                                        | 1873                |
| Unidade federativa                                             | Rio Grande do Norte |
| Número de termos                                               | 6                   |
| Cidade-sede                                                    | Pau dos Ferros      |
| Fórum Municipal "Dr. Jaime Jenner de Aquino", sede da comarca. |                     |

A Comarca de Pau dos Ferros é uma comarca de terceira entrância do Poder Judiciário do Rio Grande do Norte, localizada no município de Pau dos Ferros.
Foi criada em 1873, pela lei provincial nº 683, desmembrada da Comarca de Imperatriz (hoje Martins) e instalada no dia 15 de dezembro do mesmo ano, como de primeira entrância, sendo posteriormente elevada à segunda entrância e, em 1980, à de terceira entrância.
Seus atuais termos são os municípios de Água Nova, Encanto, Francisco Dantas, Rafael Fernandes, Riacho de Santana e São Francisco do Oeste.